# 坎皮纳杜西芒
坎皮纳杜西芒是巴西巴拉那州的一个市镇。总面积449.401平方公里，总人口4248人，人口密度9.5人/平方公里。